# 宍戸要介
宍戸 要介（ししど ようすけ、1985年5月26日 - ）は、日本の元ラグビーユニオン選手。

## プロフィール
- 静岡県出身。
- ポジションはプロップ(PR)。
- 身長 176cm、体重 104kg
- ニックネームはシシ、よっぺ[1]。

## 略歴
2004年、東海大翔洋高校卒業後、東海大学に入る。
2008年、東海大学卒業後、セコムラガッツに加入。
2009年、キヤノン（現・キヤノンイーグルス）に加入。同年9月12日に行われたトップイーストリーグ第1節の日本IBMビッグブルー戦に途中出場で公式戦初出場を果たした。
2010年、キヤノンイーグルスの主将に就任して、2シーズン務めた。
2016年、現役を引退した。